# Earth (album de Neil Young)
Albums de Neil Young
Bluenote Café
(2015) Peace Trail
(2016)
Earth est un album de Neil Young enregistré en public.

## Titres
Tous les titres sont composés par Neil Young.

### Disque 1
1. Mother Earth (Natural Anthem) 5:40
2. Seed Justice 3:58
3. My Country Home 6:02
4. The Monsanto Years 8:20
5. Western Hero 4:03
6. Vampire Blues 5:55
7. Hippie Dream 5:54
8. After the Gold Rush 4:09
9. Human Highway 4:11

### Disque 2
1. Big Box 9:20
2. People Want to Hear About Love 5:20
3. Wolf Moon 6:30
4. Love and Only Love 28:04

## Musiciens
Neil Young + Promise of the Real
- Neil Young - Chant, guitare électrique, guitare acoustique, harmonica, orgue, piano
- Lukas Nelson - guitare, piano, chœurs
- Micah Nelson - guitare électrique, charango électrique, chœurs
- Corey McCormick - basse, chœurs
- Tato Melger - percussions
- Anthony Logerfo - batterie